# Conus sennottorum
Conus sennottorum är en snäckart som beskrevs av Alfred Rehder och Abbott 1951. Conus sennottorum ingår i släktet Conus och familjen kägelsnäckor. Inga underarter finns listade i Catalogue of Life.